# クラスティディウムの戦い
クラスティディウムの戦い（クラスティディウムのたたかい、英語: Battle of Clastidium）は紀元前222年に起こった、執政官マルクス・クラウディウス・マルケルス率いる共和政ローマ軍と、ガリア人インスブリ族との戦いである。2世紀の歴史家フロールスによると、インスブリ族は翻訳によって異なるがウィリドマルス、もしくはブリトマルトゥスに率いられ、ローマに敗れた。この戦いではマルケルスが族長を一騎打ちで破り、古代ローマで最高の栄誉であるスポリア・オピーマを得る事となった。